# Salomon van Ruysdael

Balsa em um Rio por Salomon van Ruisdael (1649). Óleo sobre tela, 101.5 x 134.8 cm. National Gallery of Art, Washington, D.C.

Salomon van Ruysdael (c 1602, Naarden - 3 de novembro de 1670, Haarlem) foi um pintor de paisagens holandês do Século de Ouro dos Países Baixos. Ele era o tio de Jacob van Ruisdael.

## Biografia
De acordo com Arnold Houbraken, Ruysdael era o filho de um carpinteiro especializado em fazer quadros de ébano extravagantes para espelhos e pinturas. Seu pai enviou seus filhos Jacó e Salomon para aprender latim e medicina e os dois tornaram-se pintores de paisagens, especializados em ruis-daal, água escorrendo através de um pequeno vale. Jacob era membro do "Haarlem Guild of St. Luke" e assinava seus quadros, enquanto que Salomon assinava-os com muito menos frequência e não foi membro do Harlem Guild por vários anos.  Houbraken realtou que Salomon inventou uma maneira de criar ornamentos esculpidos que, quando eram polidos, pareciam mármore. Estes eram bastante populares como uma decoração de caixas e molduras, até que o segredo de sua fabricação foi descoberto e amplamente copiado.